# Дудакова, Мария Сергеевна
Мария Сергеевна Дудакова (12 мая 1983, Москва) — российская биатлонистка, призёр чемпионата России по биатлону и летнему биатлону, участница чемпионата мира по летнему биатлону. Мастер спорта России.

## Биография
Выступала за команду Вооружённых Сил, представляла город Москву и Тюменскую область. Тренеры — Леонид Александрович Гурьев, К. Ю. Комаров.
В 2004 году стала бронзовым призёром чемпионата России по летнему биатлону в эстафете (кросс).
В 2007 году участвовала в чемпионате мира по летнему биатлону в Отепя, заняла 18-е место в спринте и 19-е — в гонке преследования. В 2008 году заняла третье место на этапе летнего Кубка IBU в Острове и стала серебряным призёром на этапе в Ханье, в 2009 году также принимала участие в этих соревнованиях.
В зимнем биатлоне стала серебряным призёром чемпионата России 2008 года в суперспринте, становилась призёром юниорских соревнований российского уровня. Завершила спортивную карьеру в 2012 году.
Окончила Российский государственный университет физической культуры, спорта, молодёжи и туризма (2006). С 2014 года работает преподавателем физического воспитания в МГТУ им. Н. Э. Баумана. Участвует в соревнованиях по скалолазанию, становилась призёром чемпионата Москвы, также занимается преподаванием этого вида спорта.